# Kang Kyusong
Kang Kyusong (en hangul, 강규성; romanización revisada, Kang Gyu-seong; McCune-Reischauer, Kang Kyusŏng, Corea del Sur, 30 de diciembre de 1965) es un académico y profesor en la Universidad Bíblica de Corea, especializado en estudios del Antiguo Testamento. Su carrera académica y su impacto en la enseñanza teológica y la exégesis bíblica lo han convertido en una figura influyente en el ámbito de la educación teológica en Corea del Sur. Además de su papel como profesor, Kang ha sido un ponente activo en conferencias y seminarios relacionados con la interpretación de textos bíblicos, contribuyendo al entendimiento de temas complejos y fundamentales de la teología.

## Biografía
Kang se desempeña como profesor en la Universidad Bíblica de Corea, donde ocupa un cargo en la enseñanza de estudios del Antiguo Testamento en el posgrado del seminario de dicha institución. Su oficina se encuentra ubicada cerca de la comunidad académica de la universidad. Entre las asignaturas que imparte destacan Introducción al Antiguo Testamento, y Pentateuco, cursos que subrayan su especialización en temas fundamentales para la formación teológica.
La carrera de Kang también ha estado marcada por su participación en eventos académicos relevantes, como la 47.ª reunión regular de presentación de artículos de la Sociedad Bíblica de Corea, que se celebró el 27 de agosto de 2021 en la Iglesia central de Sinbanpo, en Seúl. Durante esta ocasión, Kang presentó un análisis titulado El ejército de Jehová e Israel: Exégesis y aplicación de Números 1-4, explorando la organización de las tribus de Israel, la separación de los levitas y su significado en relación con la comunidad religiosa. En otro seminario, Kang dirigió una ponencia sobre el capítulo 2 del libro de Génesis, enfocándose en su exégesis, teología y aplicación contemporánea.

## Obras
La producción académica de Kang incluye presentaciones y ponencias clave relacionadas con el análisis de textos bíblicos y su aplicación contemporánea. Entre sus contribuciones figura su estudio sobre los capítulos 1 al 4 del libro de Números, en el que aborda el proceso de nombramiento de las tribus de Israel y su organización en torno al Tabernáculo. Kang resalta cómo la diversidad y la unidad de la comunidad israelita, así como la función específica de los levitas, ofrecen un modelo para la iglesia moderna, destacando la importancia de la colaboración y el respeto a las diferencias dentro de un mismo cuerpo religioso.
Además, su trabajo ha explorado temas como la exégesis del Génesis y su aplicación teológica, demostrando su compromiso con la enseñanza y la reflexión sobre la relevancia contemporánea de los textos bíblicos. Kang argumenta que la Iglesia actual puede aprender de los principios de unidad y diversidad de los israelitas, aplicándolos a su estructura y misión.